# Zinfandel
Zinfandel er en druesort, der primært dyrkes i Californien. En DNA-test har fastslået, at Zinfandel og Primitivo, der især dyrkes i Puglia i Italien, er én og samme drue. Den er ligeledes identisk med den kroatiske druesort Crljenak Kaštelanski. 
Zinfandel er den mest plantede drue i Californien. Den kan give vin med meget stor fylde, stor intensitet og en del tannin, der gør den egnet til lagring. Zinfandel er en særdeles mangesidet drue og bruges til mange forskelligartede vine. Fra de forfriskende lette og tørre hvide Zinfandel-vine til de rige og fyldige røde vine. Fremstillingsprocessen er vigtige for Zinfandel-vinenes karakter, og for rødvinene anvendes som regel en lang gæring med drueskallen, en sekundær malolaktisk fermentering samt lagring på egefade. Zinfandelvin kan blandes med vin fra andre druer som  Cabernet Sauvignon.
Zinfandelvinene har de senere år haft et stigende salg i Danmark.[kilde mangler]
- Wikimedia Commons har flere filer relateret til Zinfandel

| Vin og vindruer | Spire Denne artikel om vin eller vindruer er en spire som bør udbygges. Du er velkommen til at hjælpe Wikipedia ved at udvide den. |